# 圭多·布格施塔勒
圭多·布格施塔勒（德語：Guido Burgstaller，發音：[ˈɡu̯iːdo ˈbʊɐ̯kʃtalɐ]；1989年04月29日—）是一位奧地利足球運動員，在場上的位置是前鋒。他現在效力於奧超球隊維也納迅速。他是奧地利國家足球隊隊員。